# Ahmad ibn Fadlan

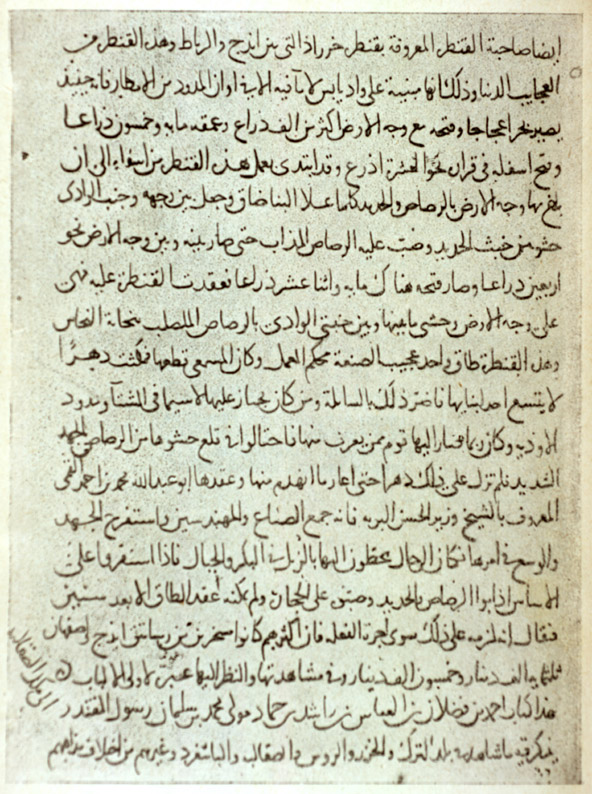
Manuscrito de la crónica de ibn Fadlan

Ahmad ibn Fadlān ibn al-Abbās ibn Rāšid ibn Hammād (en árabe: أحمد بن فضلان بن العباس بن راشد بن حماد‎) fue un escritor y viajero árabe del siglo X que escribió una crónica de sus viajes como miembro de la embajada del califato abasí de Bagdad al rey de los protobúlgaros del Volga, el Kitāb ilà Malik al-Saqāliba (كتاب إلى ملك الصقالبة). Su relato es muy conocido, pues proporciona una descripción de los vikingos del Volga, incluyendo su testimonio ocular de un barco funerario. Proporcionó además información de varios otros pueblos, principalmente pueblo túrquicos como los Oğuz, los Pechenegos, los Baskires y los Jázaros.

## La embajada
Ahmad ibn Fadlan fue enviado desde Bagdad en 921 para servir como secretario de un embajador del califa abasí Al-Muqtadir al iltäbär (rey vasallo bajo los jázaros) de Bulgaria del Volga, Almış.
El objetivo de la embajada consistía en que el rey de la capital Bolghar rindiera homenaje al califa al-Muqtadir y, a cambio, dar al rey dinero para financiar la construcción de una fortaleza, de una mezquita y para convertir al pueblo protobúlgaro al islam. Aunque alcanzaron Bolghar, la misión fracasó porque a la altura del Volga, la caravana fue apresada por un grupo de vikingos, los Rus, de donde derivaría el nombre de Rusia, que los llevaron consigo, para realizar sus campañas nórdicas. De vuelta en Bagdad, Ibn Faldlan le entregó un documento al califa, expresando las causas por las cuales no pudo cumplir la misión encomendada.

## Retrato en literatura y cine
Con base en este documento, esparcido por todo el mundo, Michael Crichton escribió su libro Devoradores de cadáveres, cuyo protagonista es el viajero árabe. La novela fue llevada al cine con el título de The 13th Warrior (El guerrero número 13), película estadounidense de 1999 dirigida por John McTiernan y en la que Ibn Fadlan es interpretado por el actor español Antonio Banderas.
En la saga de novelas Magnus Chase y los dioses de Asgard, la valkiria Samirah al-Abbas, uno de los personajes principales, es descendiente de Ahmad ibn Fadlan y su relación histórica con los vikingos es la causa de la unión de la familia de Samirah con los dioses nórdicos de las novelas.